# Château de Kernévez
Kernévez est un château de style principalement néo-classique, à l'entrée de la ville de Saint-Pol-de-Léon (Finistère), en Bretagne. Le château de Kernévez a été construit peu après 1850 pour la famille de Guébriant sur l'emplacement du château de La Villeneuve. Le parc paysager de 37 hectares qui l’entoure et qui descend jusqu’à la mer est dessiné par les frères paysagistes Denis et Eugène Bühler au milieu du XIXe siècle. L’appel aux concepteurs parisiens reflète la coupure avec la tradition architecturale locale. Le site a été classé en 1973 et le parc, dû à Denis et Eugène Bühler, est inscrit aux monuments historiques depuis 1997 ainsi que le château et les constructions annexes (dépendances). Il possède, outre une grande variété d’arbres, une roseraie, les vestiges de la chapelle de Kerliviry, des écuries en moellons de granit, un étang, un dolmen en dalles de schiste.

## Historique
L'ancien château de La Villeneuve, édifié sur les terres de la famille de la Forest et attesté au Moyen Âge est reconstruit au début du XVIIe siècle, par les Poulpiquet de Coat-Lez. Ce château primitif existait encore en 1848. Il n'en subsiste aujourd'hui que la cheminée monumentale sculptée, datée de 1627, remployée dans la cuisine du château actuel. Au début du XIXe siècle, le château passe par mariage à la famille de Guébriant et prend le nom de Kernevez. Une vaste campagne de réaménagement du domaine est alors entreprise.

## Description
Dans un premier temps, les Guébriant ont voulu refaire seulement le parc : les plans signés par le paysagiste Bühler (qui signa également les plans du bois de Boulogne) datent de 1845 et sont organisés autour de l'ancien logis. Le parc, entièrement clos de murs, a conservé une bonne partie des allées dessinées par Buhler. Dans un second temps, ils font construire le château actuel par l'architecte suisse Joseph-Antoine Froelicher (1790-1866), entre 1849 et 1866. Il s'agit d'une imposante demeure à quatre étages, édifiée autour d'un pavillon à pans coupés, coiffé d'un lanternon. L'accès à l'entrée se fait par un double escalier à balustres. Ils y ajoutent l'ancienne chapelle du manoir de Kerliviry en Cléder, chapelle carrée avec un chevet à trois pans datée de 1850. Le parc, qui comporte un étang et une fontaine du XVIIIe siècle, est agrandi en 1920 par le paysagiste Édouard André.
Autour du château sont disposées les écuries, une charretterie et une serre. De part et d'autre de l'entrée principale, deux maisons de gardes répondent à la ferme située de l'autre côté de la route, hors du parc. L'ensemble de ces bâtiments est contemporain au château. Durant la deuxième moitié du XIXe siècle dans le Léon, une dizaine de fermes-métairies dites de Guébriant obéissaient à un modèle précis guidé par une préoccupation sanitaire. Pour cela, le granite est le matériau obligatoire, aussi bien pour le logis principal que les dépendances. Une partie du parc est consacrée à l'élevage bovin. Ce domaine est très représentatif du mouvement de retour à la terre de la grande aristocratie légitimiste au milieu du XIXe siècle.
Le belvédère est descendu du sommet de la chapelle en 2011 mais sa détérioration a nécessité une reconstruction à l'identique, avant de le replacer en haut de dôme en octobre 2014.

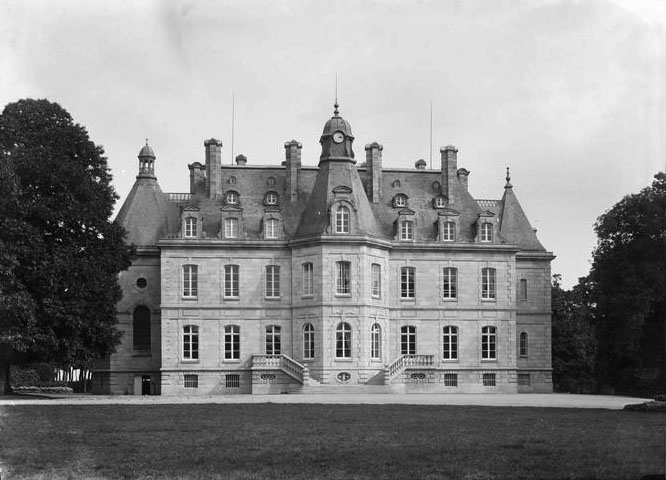
Façade ouest vue du parc au début du XXe siècle.
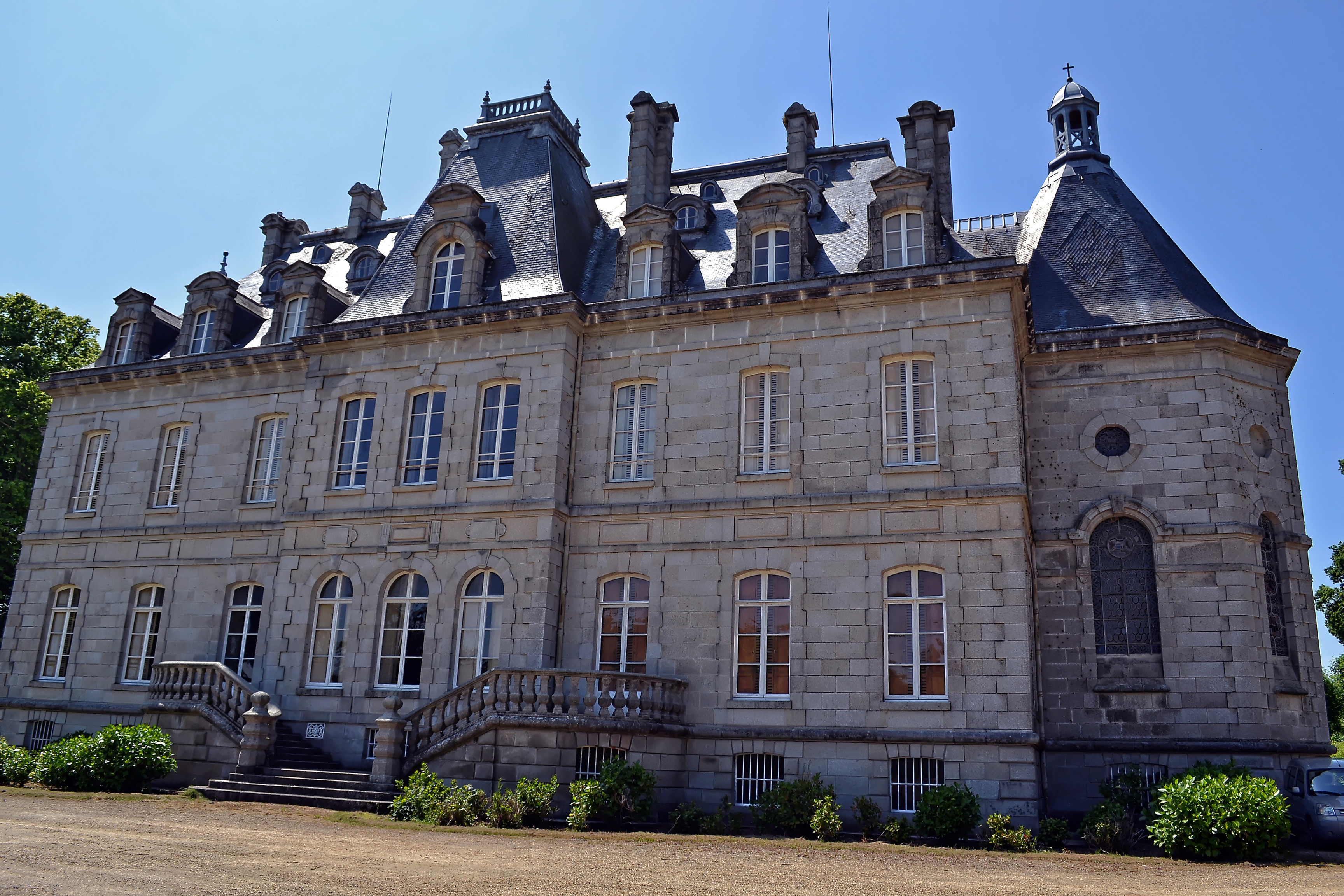
Façade est.
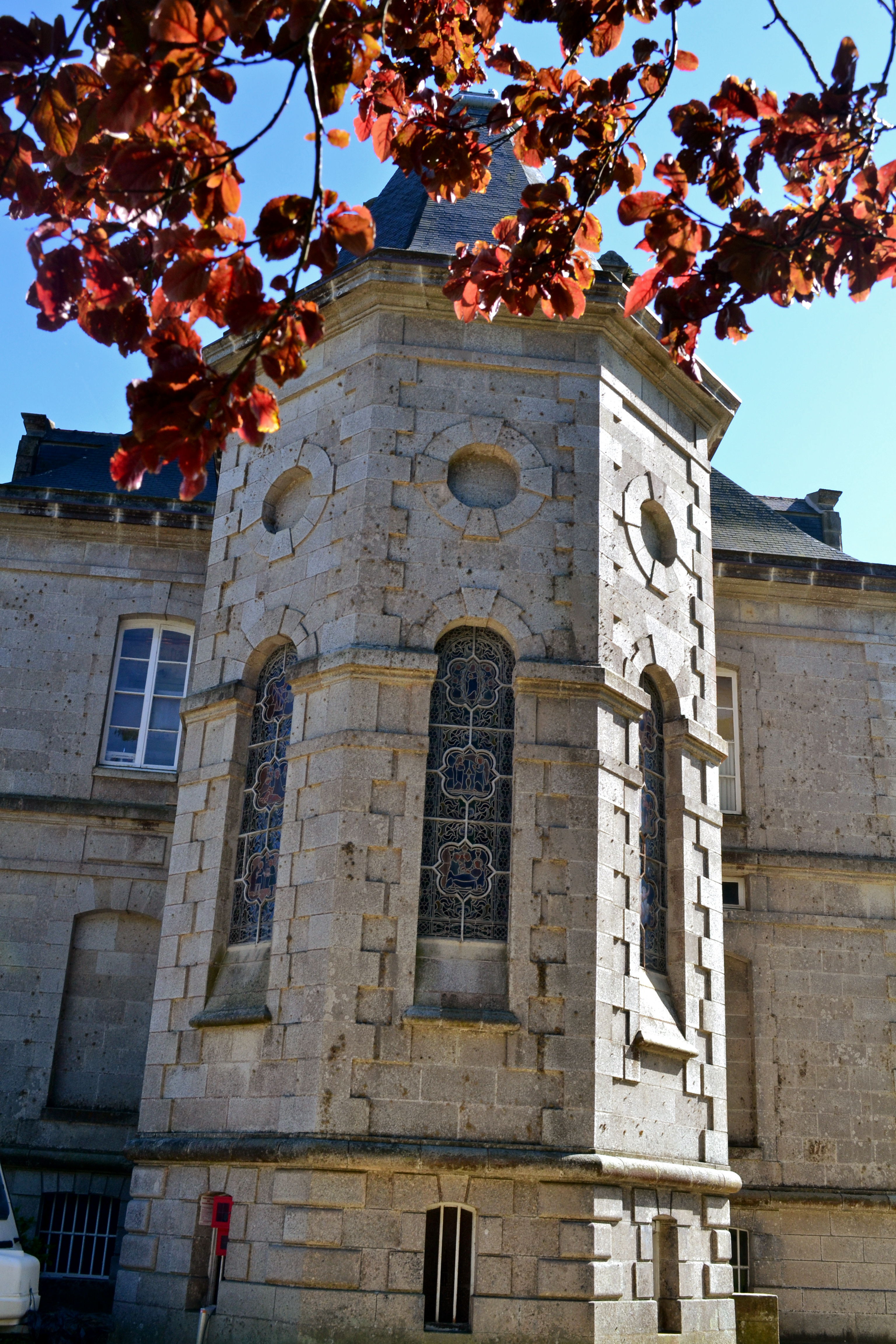
Chapelle.
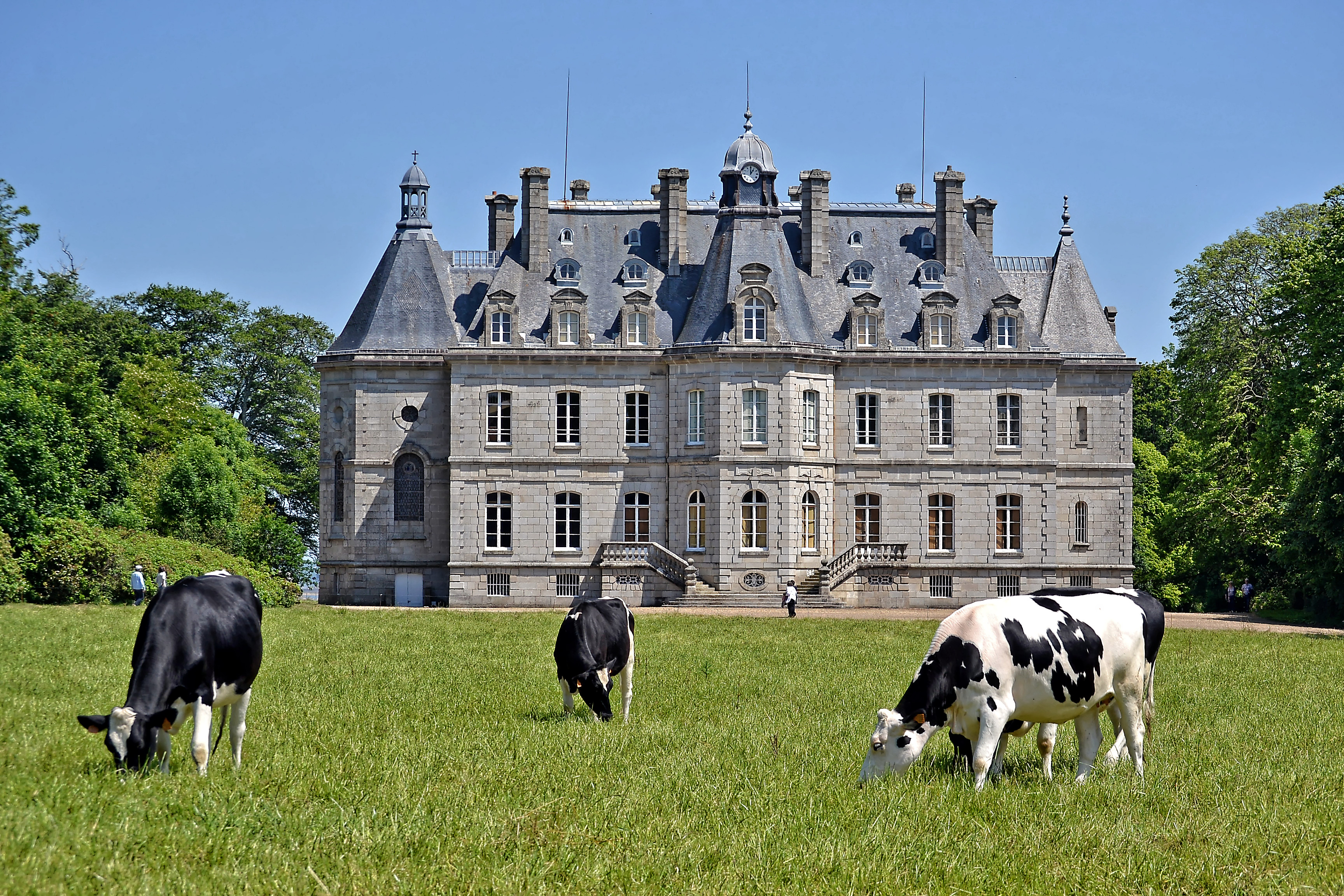
Bovins.
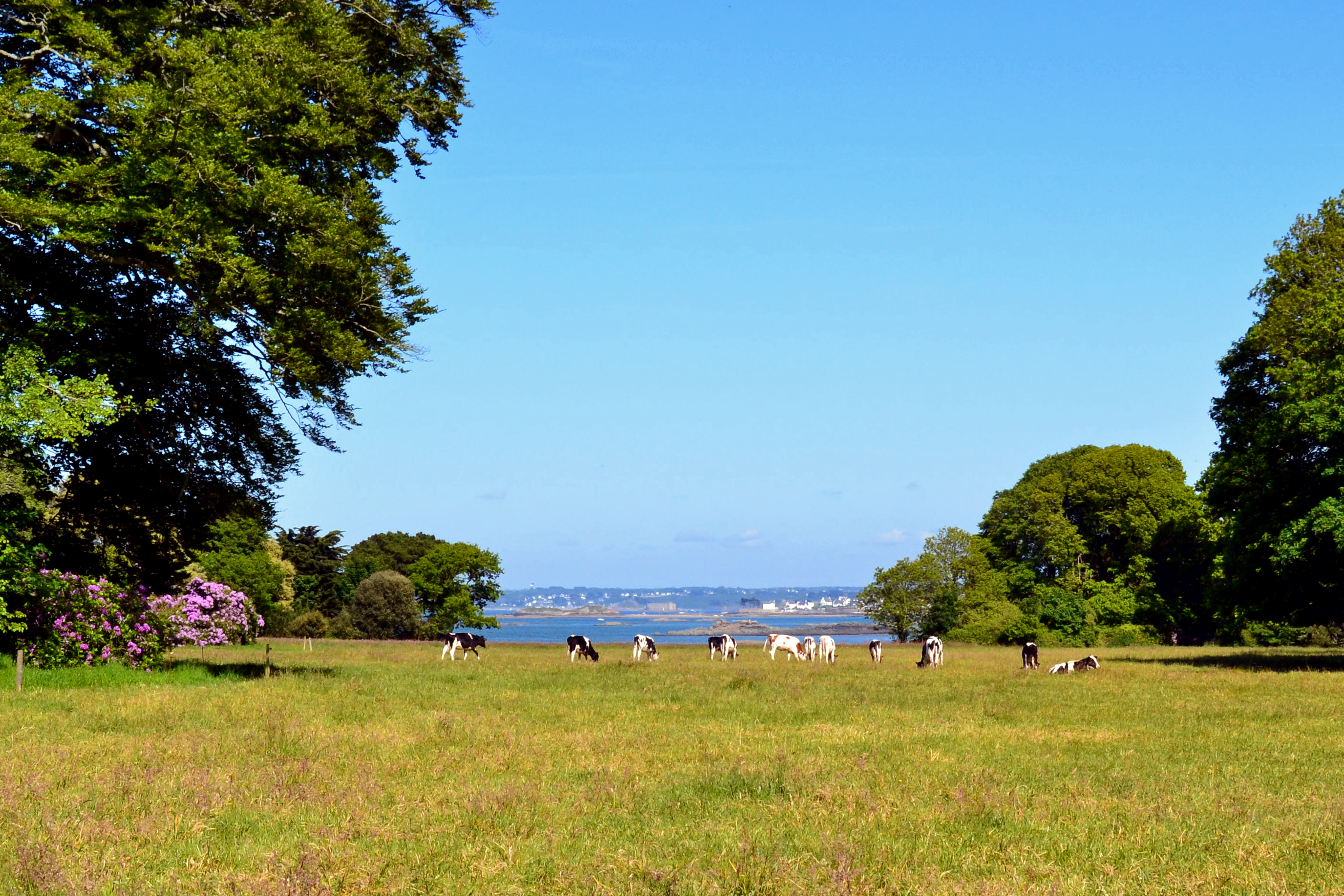
Baie de Morlaix et bovins.
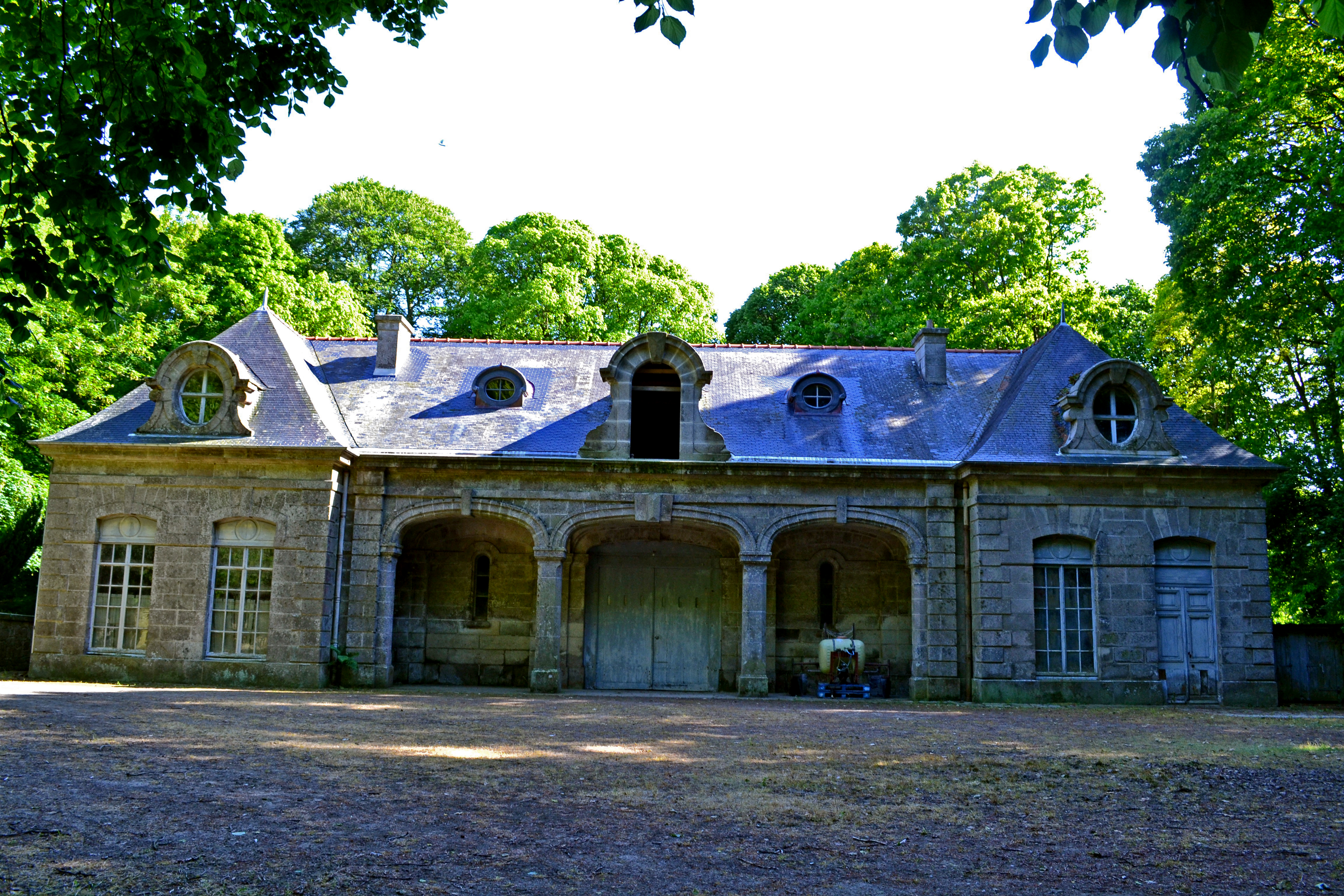
Écuries.
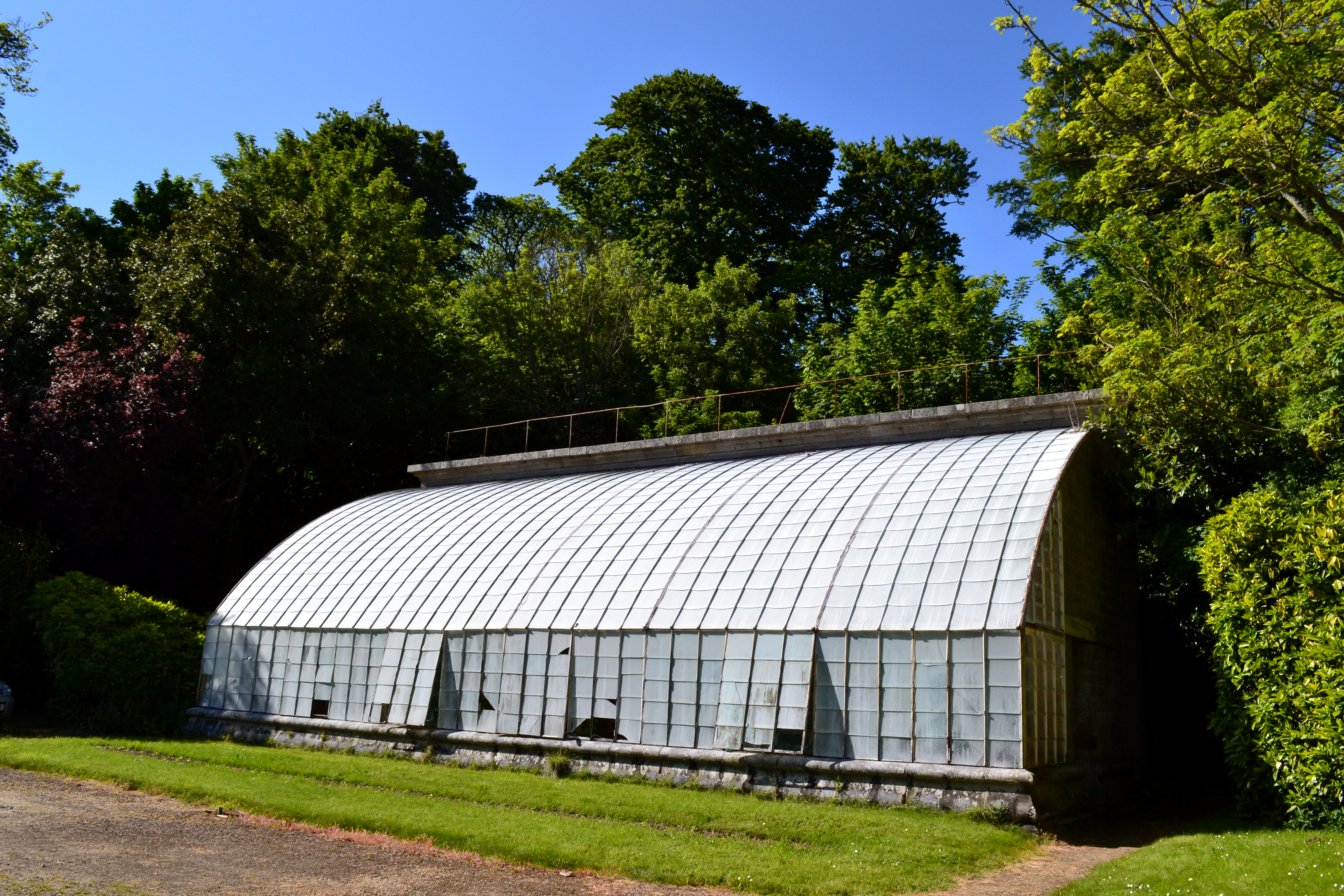
Serre.
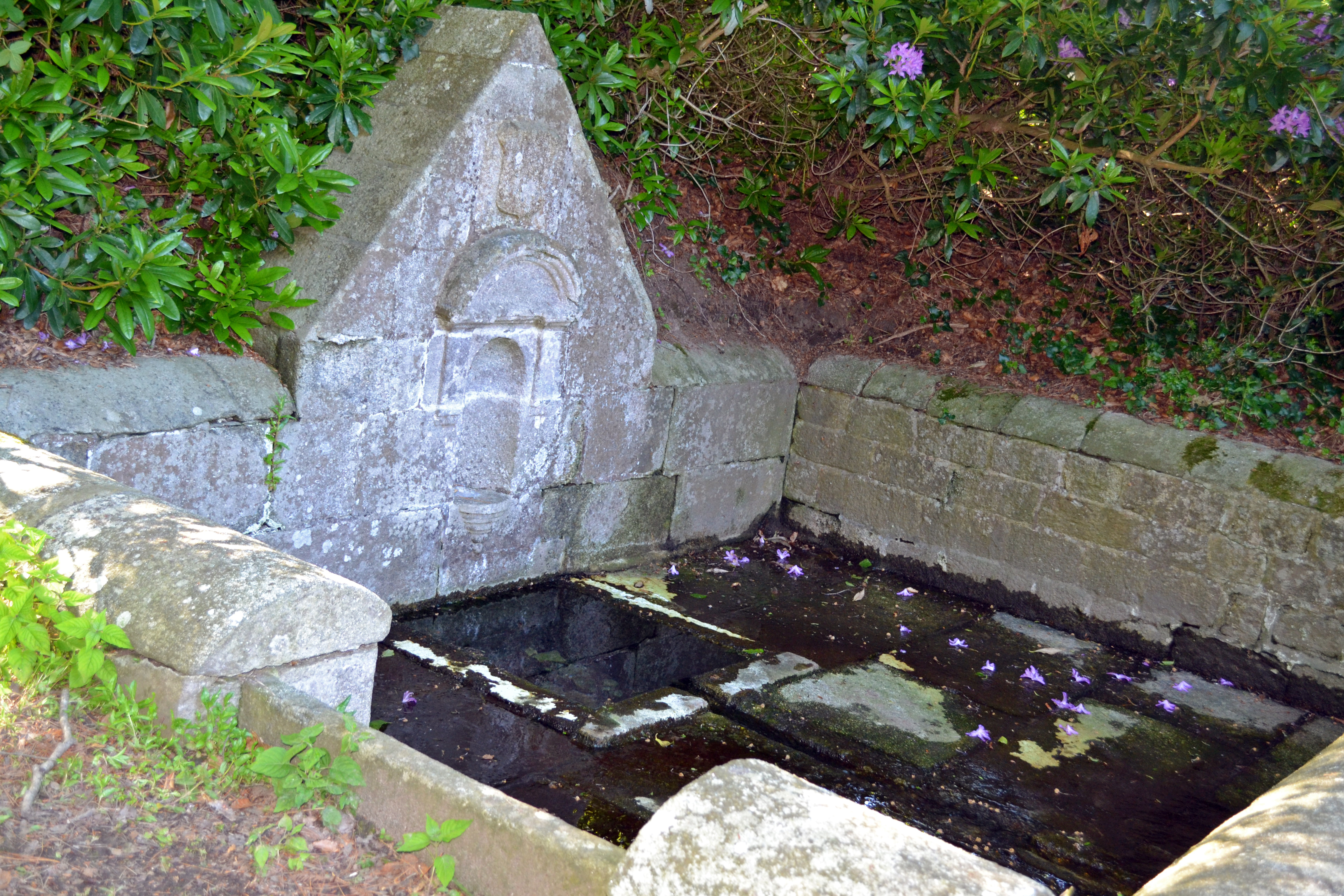
Fontaine.
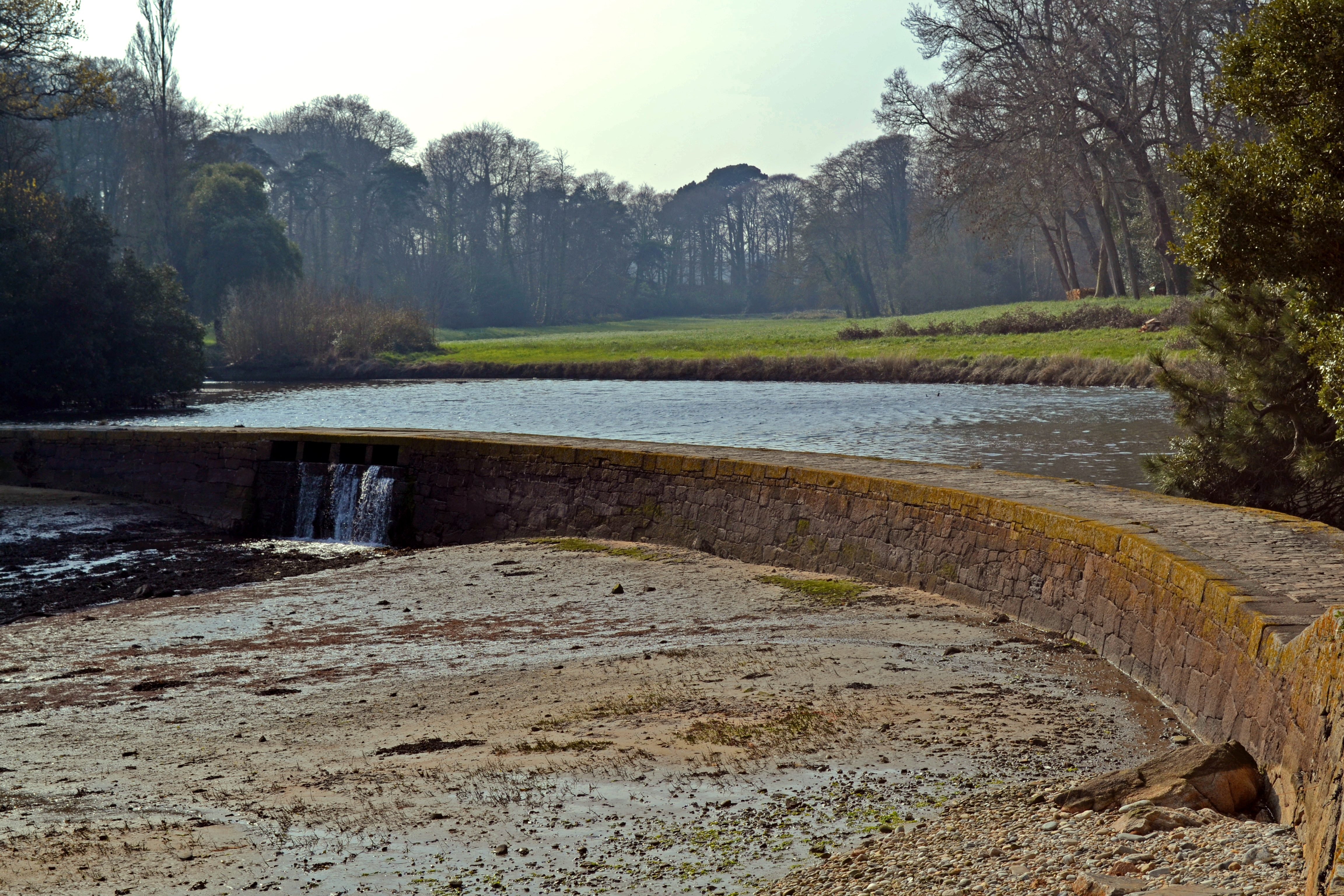
Étang.
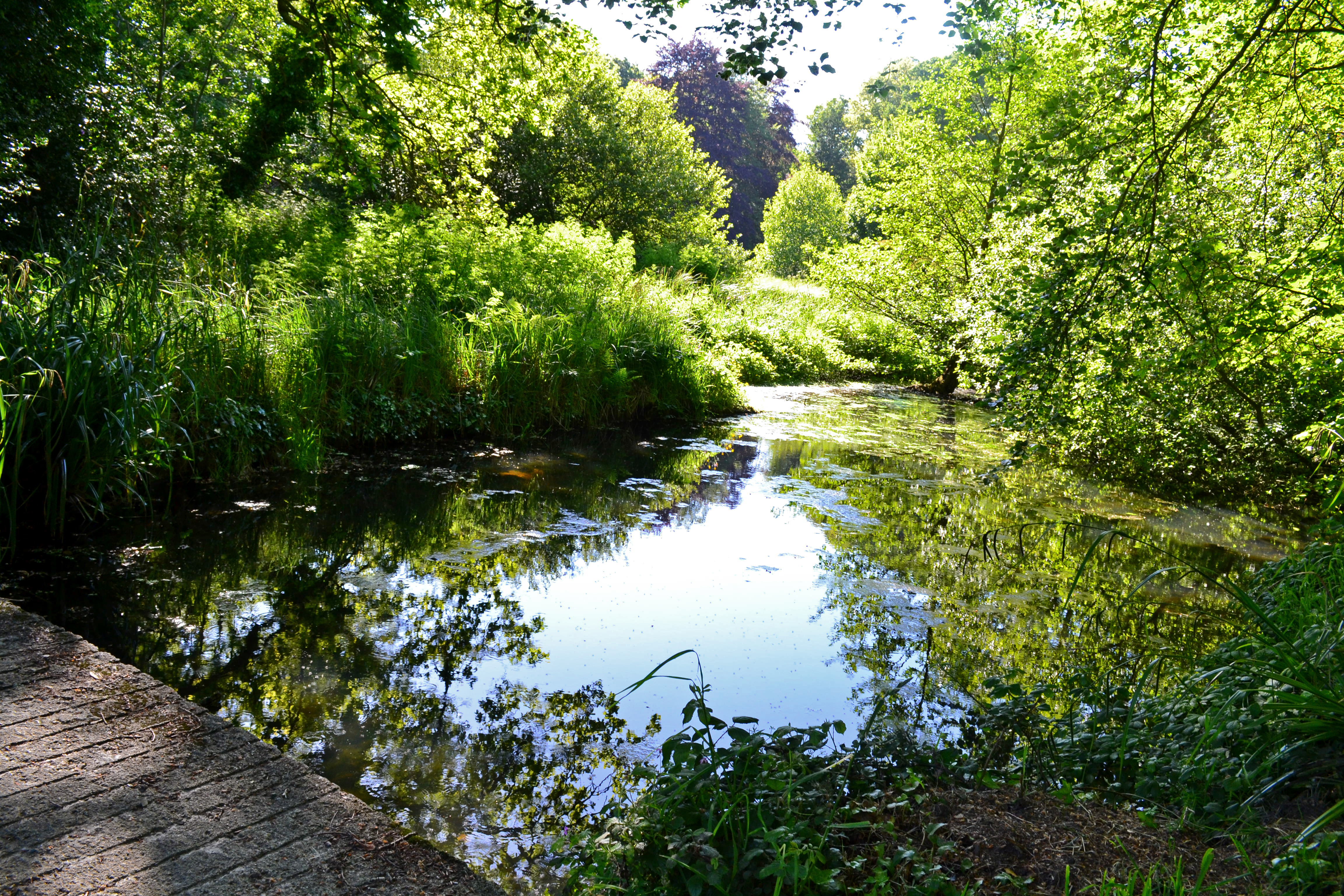
Cours d'eau.